# Fábricas Nacionales de Cerveza
Las Fábricas Nacionales de Cerveza (FNC) es una empresa uruguaya productora de bebidas, fundada en los años treinta por capitales nacionales. Es considerada la principal cervecera de Uruguay y heredera de la primera cervecería en el país. 
La compañía produce bebidas, principalmente alcohólicas y distribuye distintas marcas reconocidas en el país como Pepsi y Cerveza Corona. 

## Antecedentes
La historia de la industria cervecera en Uruguay data del año 1866 con la llegada al país del alemán Conrado Niding, quien sería el impulsor y fundador de la industria cervecera en el país. Al poco tiempo de su llegada al país,   Niding fundó la Cervecería Popular, la cual posteriormente se estilizó comercialmente como Cervecería Uruguaya, siendo la única cervecería del país hasta fines del siglo 19. Inicialmente las actividades iniciaron en el barrio de Palermo de la ciudad de Montevideo, para después mudar dichas instalaciones hacia una nueva planta, construida en la calle Asunción en la Aguada de Montevideo.
En 1899 es fundada la Cervecería Nacional, quien se ubicaría en una enorme planta en el barrio de Arroyo Seco, con la creación de esta nueva compañía, comenzaría la competencia y la batalla de cervezas en el país. En 1907 la Cervecería Nacional es disuelta, pasando a llamarse Cervecería Montevideana y adquirida por  la sociedad comercial Eduardo Armanino y Cía. 

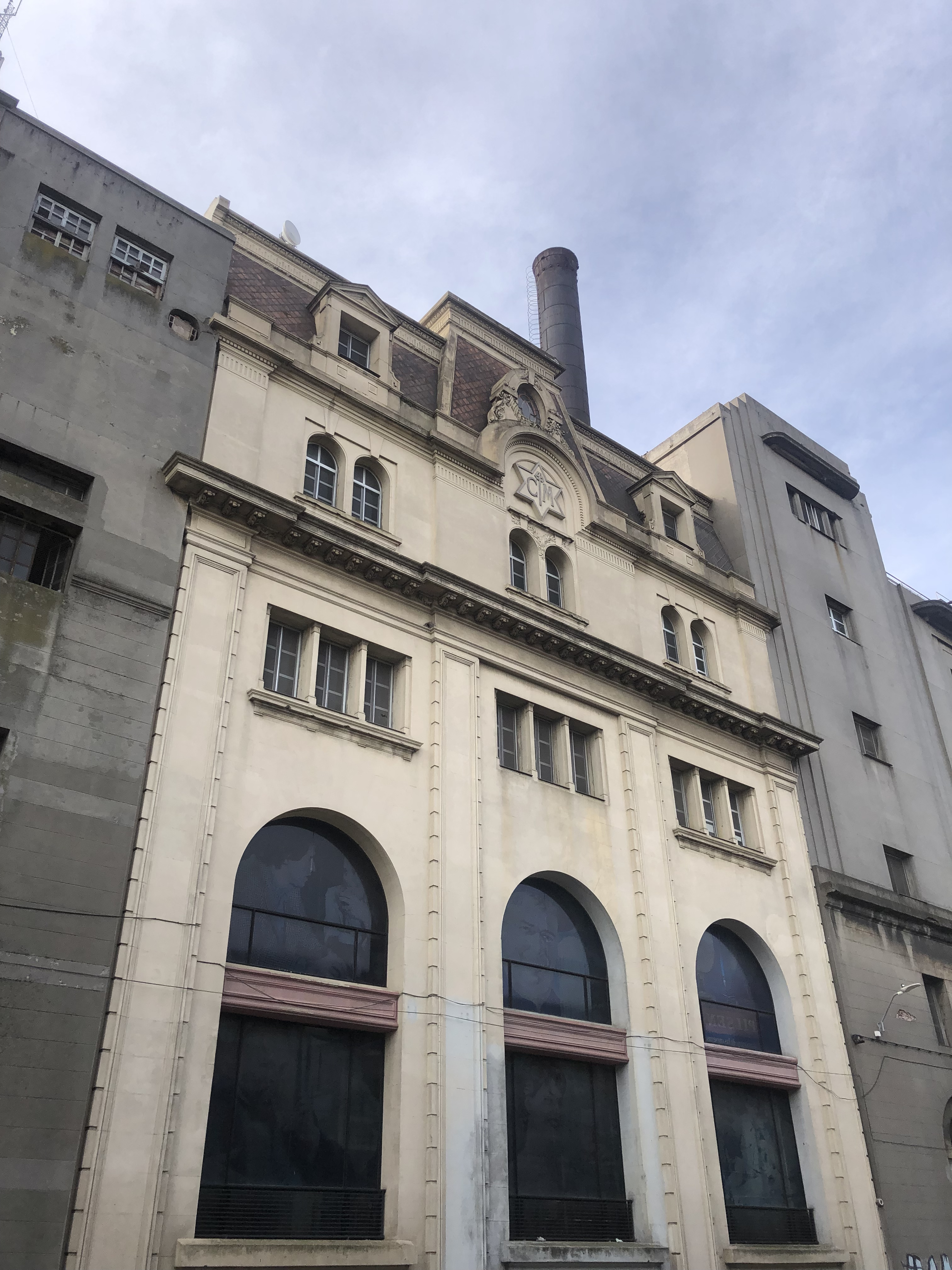
Edificio construido por la Cervecería Nacional sobre la calle Santa Fe, en Arroyo Seco.

Dicha batalla culminaría al rededores de los años veinte, cuando la Cervecería Uruguaya y la Montevideana deciden fusionarse y convertirse en Cervecerías del Uruguay.

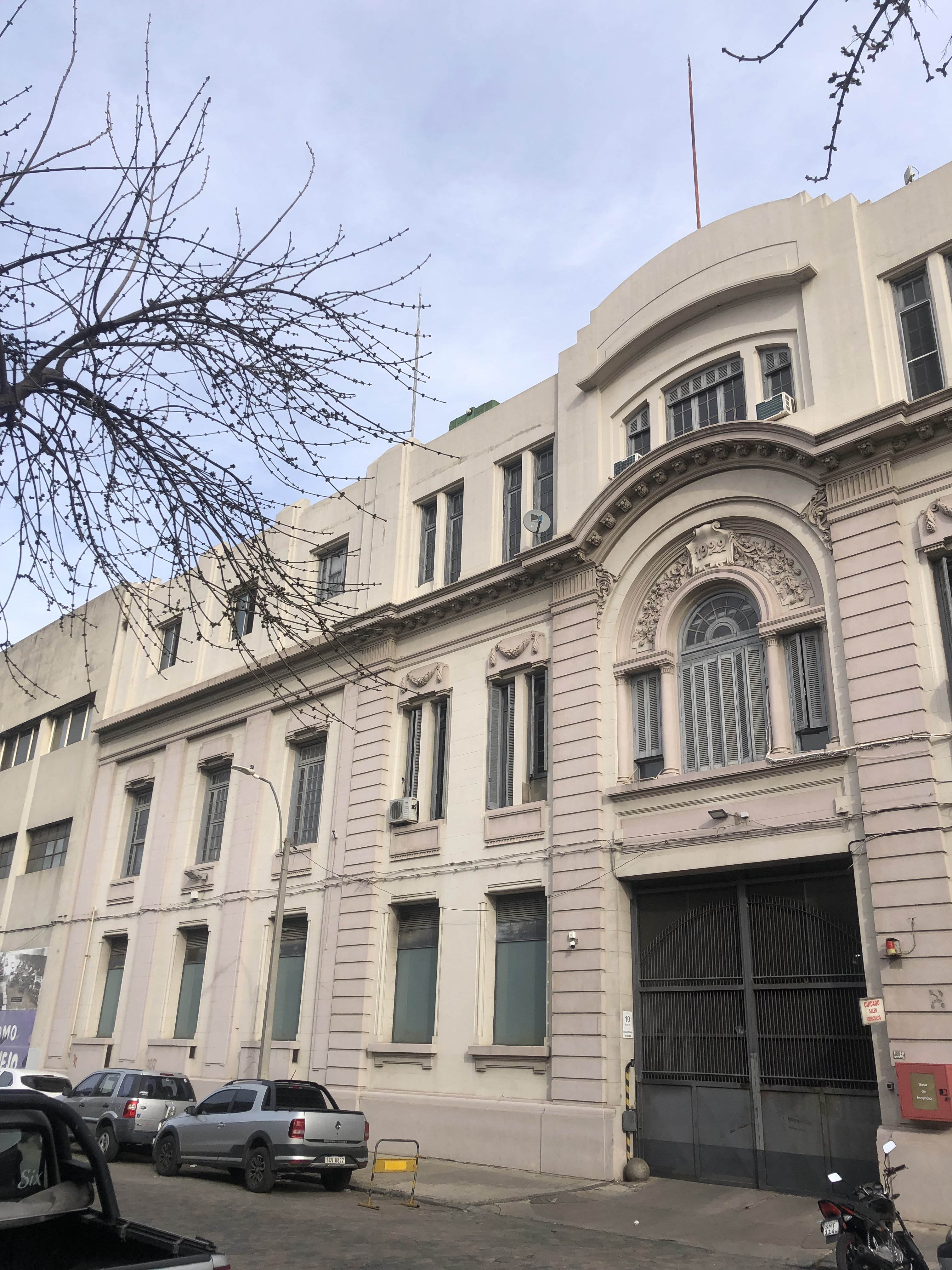
Construido como sede de la Cervecería Uruguaya sobre la calle Entre Ríos, en Arroyo Seco.

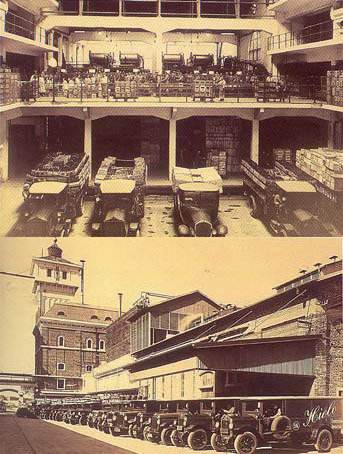
Planta de la Cervecería Oriental, en Atahualpa, sobre la Avenida Burgués

En 1923 sería fundada la Cervecería Oriental, quien se instaló en el barrio Atahualpa, la cual en 1933 se fusionaría junto con Cervecerías del Uruguay para convertirse, en las Fábricas Nacionales de Cerveza. 

## Creación
Debido a la situación económica a consecuencia de la caída de Wall Street y de las medidas proteccionistas adoptadas por el Estado uruguayo, Cervecerías del Uruguay y la Cervecería Oriental toman la decisión de fusionarse y convertirse en una sola compañía, las Fábricas Nacionales de Cerveza. 
Cuya creación se consolida en mayo de 1933 cuando el Poder Ejecutivo autoriza los estatutos de la nueva sociedad y en noviembre de ese mismo año es autorizada a cotizar en la Bolsa de Valores de Montevideo. De esta manera, las Fábricas Nacionales de Cerveza se convertían en la única industria cervecera del país,  hasta que en el año 1937 es creada su principal rival, la Cerveza Patricia de la Compañía Salus. El directorio de las FNC ha estado dirigido por distintas personalidades de la industria, el comercio y la banca de Uruguay.
En los años cincuenta, la empresa es adquirida por el Grupo Bemberg, quien comenzó su operación  con distintas estructuraciones y modernizaciones en la compañía. Una de las primeras decisiones de esta, fue el cierre del Palacio de la Cerveza, un edificio de estilo art deco que fuera la primitiva sede de la Cervecería Montevideana, el cual sería vendido a la Institución Atlética Sud América.

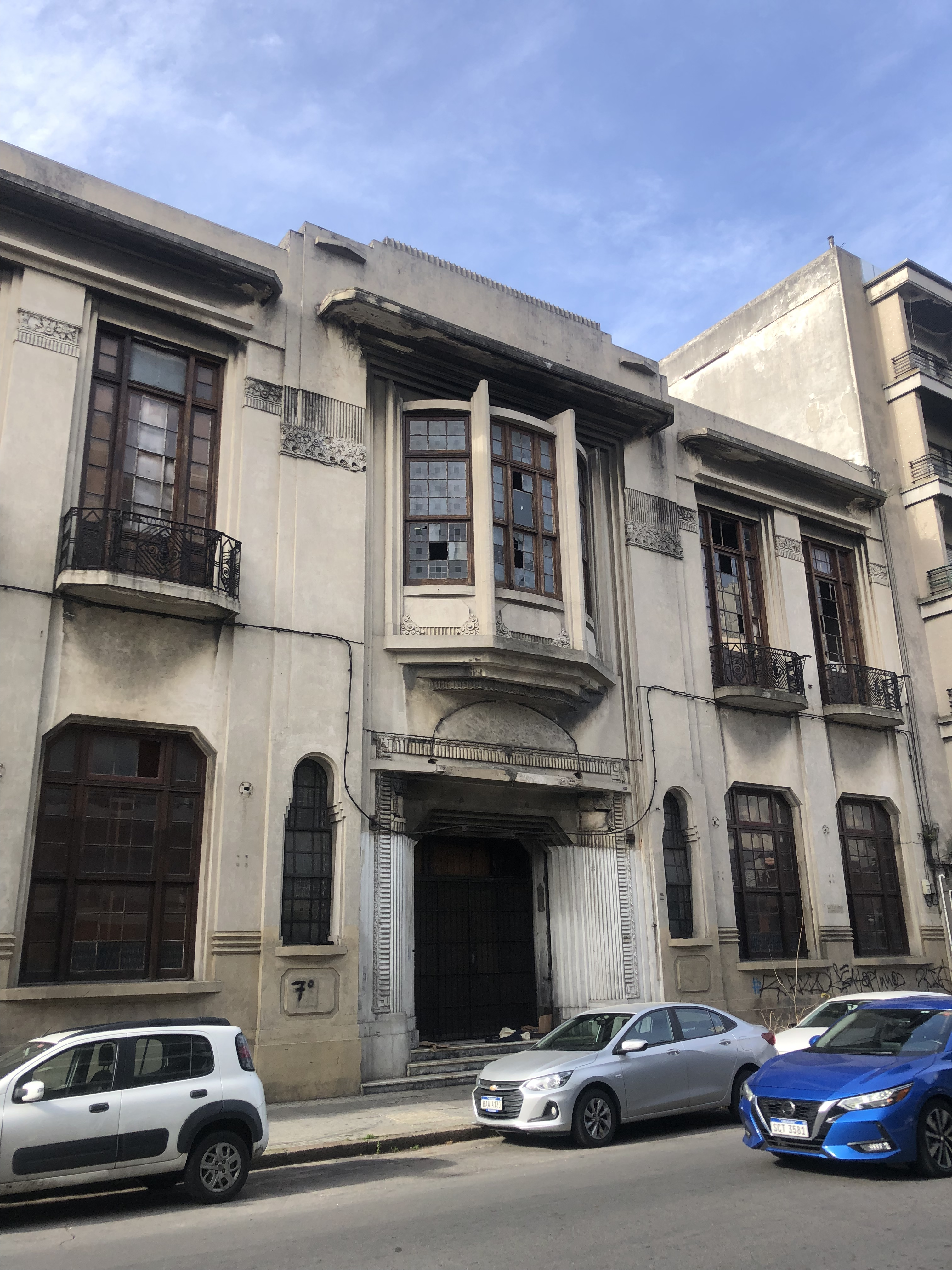
Palacio de la Cerveza sobre la calle Yatay, en la Aguada. Fue vendido a la Institución Atlética Sud América

En 1964 la Planta industrial y el Parque Múnich de la Cervecería Oriental en el barrio Atahualpa fueron puestos en venta. Mientas que la planta de La Aguada fue expropiada por el Banco Hipotecario.
En 1997 crea y sale al mercado la Cerveza Zillertal. 
En el año 2000 fue adquirida por el Grupo Ambev, y  desde el año 2003 está a cargo de la producción de las marcas de la Cervecería y Malteria de Paysandú. Para esos años también comenzaría con la distribución de la Cerveza Patricia, solo que está continúa siendo producida por la Compañía Salus.

## Planta industrial

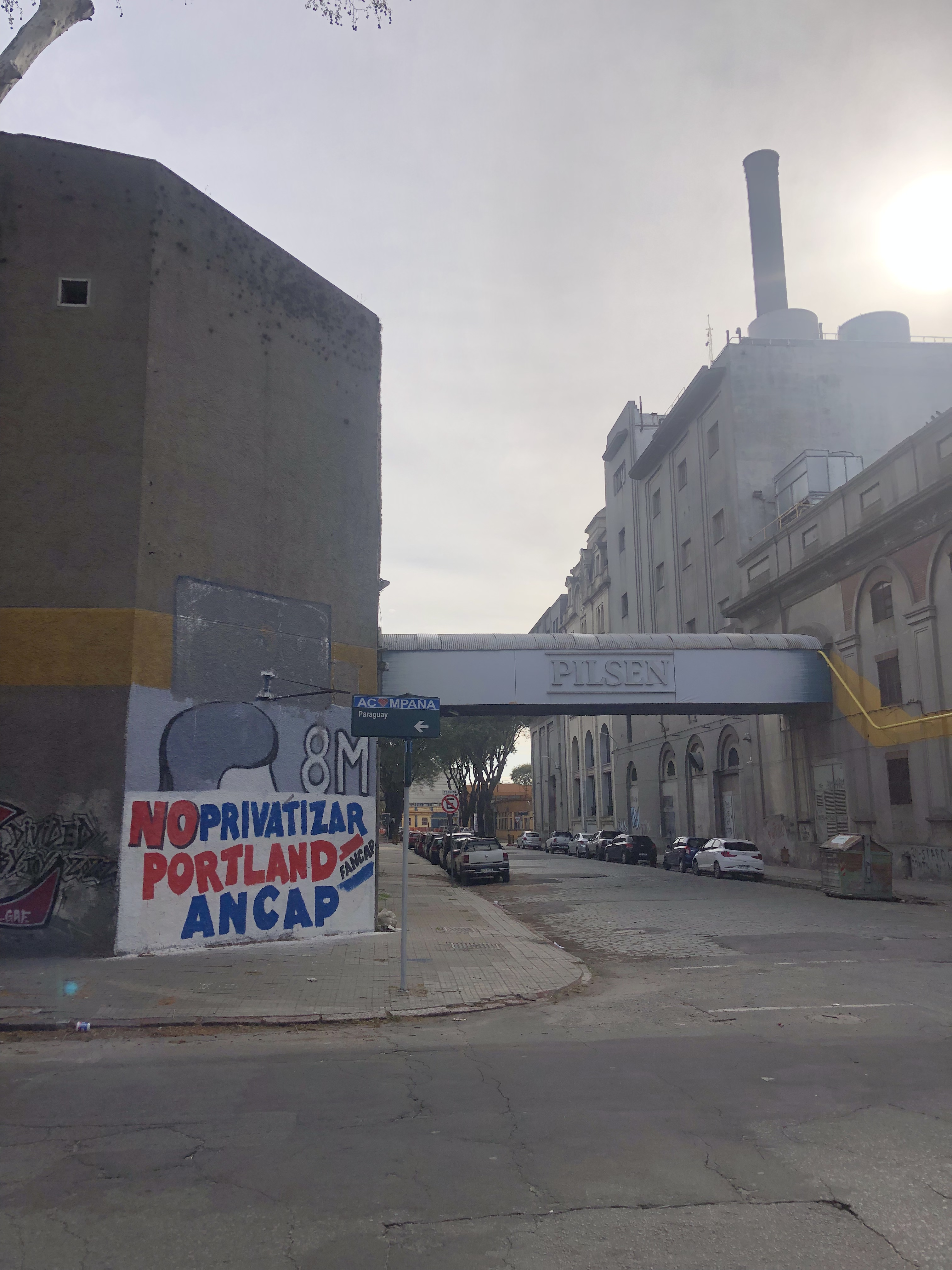
Vista general del sector sobre la calle Santa Fe de las Fábricas Nacionales de Cerveza

Tras la fusión y creación de las Fábricas Nacionales de Cerveza, está pasaría a centralizar sus actividades en la planta de la entonces Cervecería Nacional, ubicada en el barrio Arroyo Seco, sobre las calles Entre Ríos, Jujuy, San Fructuoso y Paraguay, y muy cercana a la vía férrea. La misma cuenta con una superficie de 30 000 metros cuadrados, compuesta por diversos edificios, ampliados y modificados a lo largo de la historia.  

## Marcas

### Producción
En la actualidad produce únicamente tres marcas de cerveza y una de malta. 
|                   | Creación | Antecedentes                   |
| ----------------- | -------- | ------------------------------ |
| Cerveza Pilsen    | 1866     | Cervecería Uruguaya            |
| Cerveza Norteña   | 1947     | Cervecería y Malteria Paysandú |
| Cerveza Zillertal | 1997     | Creada por la FNC              |
| Malta             |          | Cervecerías del Uruguay        |

### Distribución
Está a cargo de la distribución e introducción  en el país de distintas marcas de bebidas principalmente de PepsiCo y Compañía Salus, tales como: Pepsi, Pasó de los Toros, Gatorade, 7 Up, Patricia y Fernet Branca.
Además importa las cervezas Stella Artois, Budweiser, Corona, Quilmes y Patagonia.

### Marcas históricas
|                    | Antecedente             | Estado       |
| ------------------ | ----------------------- | ------------ |
| Doble Uruguaya     | Cervecería Montevideana | Desaparecida |
| Malta Montevideana |                         | Presente     |
| Cerveza Pilsen     | Cervecería Nacional     | Presente     |
| Cerveza Imperial   | Cervecería Nacional     | Desaparecida |
| Chancho            | Cervecería Oriental     | Desaparecida |
| Tivoli             |                         | Desaparecida |
| Cerveza Bock       | Cervecería Uruguaya     | Desaparecida |
| Cerveza Cristal    | Cervecería Uruguaya     | Desaparecida |
| La Rubia           | Cervecería Oriental     | Desaparecida |
| Gregsons           |                         | Presente     |